# Личное дело № (альманах)
Личное дело № (1991) — литературно-художественный альманах. Сборник составлен из стихов и критических эссе семи представителей советского "андеграунда". Все они объединились по своей воле в спектакль «Альманах» на сцене Театральных мастерских СТД РСФСР. Сборник включает также рисунки, художественные фото, малые скульптурные формы, картины И. Кабакова, В. Янкилевского, Э. Булатова, В. Пивоварова, Г. Брускина, А. Орлова, А. Петрова, Д. А. Пригова, А. Юликова, С. Файбисовича, В. Комара и А. Меламида, которые рассматриваются как художественно-пластический контекст поэтического авангарда. Составитель альманаха — Лев Рубинштейн; художник — Александр Юликов; фото — Романа Спектора; редактор — З. К. Абдуллаева.
Предисловие к альманаху написал Михаил Айзенберг, послесловие — Андрей Зорин.

## Авторы текстов
- Сергей Гандлевский
- Михаил Айзенберг
- Дмитрий Александрович Пригов
- Тимур Кибиров
- Денис Новиков
- Виктор Коваль
- Лев Рубинштейн

Список авторов дан в такой последовательности, в какой он представлен на обложке альманаха «Личное дело №». В правом нижнем углу обложки присутствует надпись: «Хранить вечно лет» 

## Цитаты
Выступать с критической статьёй о группе «Альманах» под одним переплётом с её участниками — предприятие довольно рискованное. Как уже успел убедиться читатель, представленные в книге поэты сами охотно рассуждают о своей работе. Поэтому задача автора этих строк не дополнить или суммировать помещённые здесь манифесты, но попытаться взглянуть на группу как бы извне, глазами сочувственного и по мере сил внимательного зрителя.

Пожалуй, первое отчётливое впечатление от «Альманаха» — это его разнородность. Выступающие поэты не представляют ни одного поколения, ни одного направления. Возрастной диапазон группы от Дмитрия Александровича Пригова до Дениса Новикова превышает четверть века, а стилистический — едва ли не ещё шире. Сама драматургия спектаклей «Альманаха» во многом построена на контрасте творческих обликов действующих лиц, и всё же зрители или читатели, которые решат, что перед ними чисто случайное объединение авторов, связанных разве что внехудожественным приятельством, будут неправы.

Поэтический театр «Альманаха» доказывает, что поэзия возможна даже тогда, когда не возможна. 
— Андрей Зорин.

## Издания
- Личное дело №: Литературно-художественный альманах. — М.: В/О «Союзтеатр» СТД СССР Главная редакция театральной литературы, 1991. — 272 с. — ISBN 5-85717-002-8
- Личное дело — 2: Художественно-поэтический сборник. — М.: Новое литературное обозрение, 1999. — 236 с. — ISBN 5-86793-067-X [Второй выпуск альманаха]